# Шалим (приток Камы)
Шалим — река в России, протекает по Омутнинскому и Афанасьевскому районам Кировской области. Устье реки находится в 1530 км от устья Камы по левому берегу. Длина реки составляет 25 км.
Исток реки на Верхнекамской возвышенности в 10 км северо-восточнее деревни Лупья Леснополянское сельское поселение). Река течёт на север, затем на северо-восток по ненаселённому лесному массиву. Верхнее течение лежит в Омутнинском районе, нижнее — в Афанасьевском. Впадает в Каму чуть ниже посёлка Бор (Борское сельское поселение).

## Данные водного реестра
По данным государственного водного реестра России относится к Камскому бассейновому округу, водохозяйственный участок реки — Кама от истока до водомерного поста у села Бондюг, речной подбассейн реки — бассейны притоков Камы до впадения Белой. Речной бассейн реки — Кама.
Код объекта в государственном водном реестре — 10010100112111100000566.